# Эбли, Ханс
Ханс (Ганс) Эбли (нем. Hans Aebli; 6 августа 1923, Цюрих, Швейцария — 26 июля 1990, Бургдорф) — швейцарский психолог и педагог, теоретик и исследователь в области развития и психологии мышления, психологии обучения и психологии действия, профессор Бернского университета, доктор наук (1951).

## Биография
Ученик Жана Пиаже, представитель Женевской школы генетической психологии. В 1951 году получил докторскую степень в Женевском университете, защитив диссертацию на тему «Дидактическая психология».
С 1960 года работал доцентом в университете Цюриха, с 1962 года — профессор Свободного университета Берлина. С 1971 года работал в Бернском университете.
Занимался развитием своих идеи на основании детской психологии. Также, занимался психологией развития, общей дидактикой и профессиональным педагогическим образованием в Швейцарии.
После его смерти в 1994 году в Бургдорфе был основан «Aebli Naf — Фонд развития педагогического образования в Швейцарии», находящийся под контролем Федерального департамента внутренних дел Швейцарии и поддерживающий подготовку педагогов в стране.

## Избранные публикации
- Grundformen des Lehrens, 1961
- Uber die geistige Entwicklung des Kindes, 1963
- Denken: Ordnen des Tuns, t. 1-2, 1980—1981
- Grundlagen des Lernens, 1987
- Uber die geistige Entwicklung des Kindes, 1989.